# Tim und Struppi und die blauen Orangen
Tim und Struppi und die blauen Orangen ist ein 1964 unter der Regie von Jean-Jacques Vierne und dem Drehbuch von André Barret und Rémo Forlani gedrehte französische Realverfilmung in Farbe, mit den Figuren aus den Tim-und-Struppi-Comics von Hergé.

## Handlung
Professor Bienlein richtet über das Fernsehen einen Appell an die Wissenschaftler der Welt. Sie sollten danach forschen, Pflanzen zu züchten, die in der Arktis und in der Wüste wachsen. Zurück auf Schloss Mühlenhof, dem Wohnsitz, den er mit dem Schlossbesitzer Kapitän Haddock sowie Tim und Struppi teilt, erreicht ihn ein Paket von Professor Zalamea mit einer im Dunkel leuchtenden blauen Orange. Doch bald darauf wird die Orange gestohlen.
Die Freunde reisen nach Spanien, um Professor Zalamea aufzusuchen. An dessen Wohnsitz angekommen erfahren sie, dass der Professor verschwunden ist. Als auch Professor Bienlein verschwindet und Struppi benommen im Hause liegt, wird klar, dass beide Professoren entführt wurden. Professor Bienlein wird von den Entführern zu Professor Zalamea gebracht. Mit diesem zusammen soll er weiter an den Orangen forschen. Die Orangen wurden mittels Radioaktivität gezüchtet. Innerhalb von fünf Tagen reifen sie. Ihr Geschmack ist jedoch zu salzig, und sie sind deshalb ungenießbar.
Tim, Kapitän Haddock und Struppi erfahren nun von einigen Kindern der Umgebung mehr über die Entführer. Eines der Kinder hatte das Paket mit der blauen Orange an Professor Bienlein zur Post gebracht und wurde dabei von einem Mann mit einer auffälligen Tätowierung am Handgelenk überfallen. Tim schickt die Kinder aus, den Mann zu suchen. Schulze und Schultze reisen in der Zwischenzeit an, um ebenfalls nach dem Professor zu suchen. Schrittweise folgen Tim und Kapitän Haddock der Spur der Verbrecher, bis sie diese schließlich ebenfalls mit Hilfe der Kinder überwältigen. Die beiden Professoren sind gerettet und können so weiter forschen, um den Hunger in der Welt zu bekämpfen.

## Hintergrund
Schon zuvor, im Jahr 1961, war der erste Realfilm Tim und Struppi und das Geheimnis um das goldene Vlies entstanden. Mit einer zum Teil veränderten Besetzung – beispielsweise wurde die Rolle des Kapitän Haddock mit Jean Bouise und die Rolle des Professor Bienlein mit Félix Fernández besetzt – entstand bald darauf der besagte Film, für den in Gandia und Xàtiva gedreht wurde.
Der Kinofilm feierte am 18. Dezember 1964 seine Premiere in Frankreich. Bald darauf folgten Veröffentlichungen in Portugal, Dänemark und Spanien. In einigen Ländern wurde der Film erst sehr viel später veröffentlicht, beispielsweise in Schweden (1971) und den Niederlanden (1976). In Deutschland wurde der Spielfilm erstmals 2009 von Sunfilm Entertainment zeitgleich mit der vorherigen Realverfilmung auf DVD veröffentlicht.

## Sonstiges
Die blauen Orangen führten in der belgischen Politik zu einem fest stehenden Begriff. Diesen Namen erhalten die Regierungen, die sich aus flämischen oder frankophonen Liberalen (blaue Parteifarbe) und Christdemokraten beziehungsweise Zentrumshumanisten (orange Parteifarbe) zusammensetzen.